# Teodoro Escutariota
Teodoro Escutariota (en griego: Θεόδωρος Σκουταριώτης) fue un clérigo y funcionario bizantino durante el reinado de Miguel VIII Paleólogo (1259-1282).
Escutariota nació hacia 1230. Como diácono, se desempeñó como maestre de las peticiones (epi ton deeseon) y fue nombrado como diceofilax (guardián de leyes) en 1270. Fue embajador de Miguel VIII ante el papa en 1277, y era el obispo metropolitano de Cícico desde 1277 hasta que fue depuesto en 1282.
El historiador alemán A. Heisenberg identifica a Escutariota con el autor anónimo de una crónica conservada en la Biblioteca Marciana en Venecia (Marc. gr. 407), que comienza con la creación y llega hasta 1261. La crónica es particularmente valiosa por sus adiciones a la narrativa de Jorge Acropolita, que son de gran importancia para la historia de Bizancio del siglo xiii.